# Atlas (vazba pletenin)

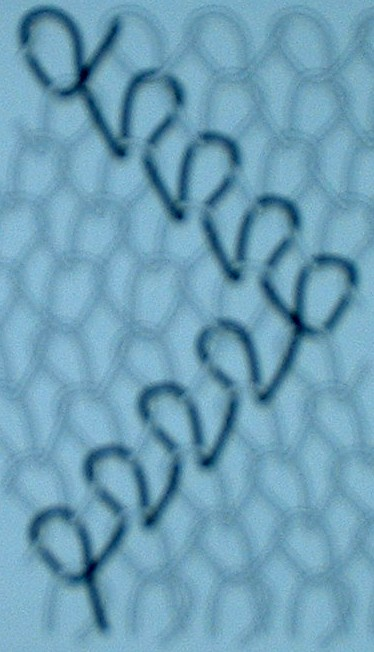
Schéma otevřené atlasové vazby

Atlas je jednolícní nebo oboulícní vazba osnovních pletenin. 
Vzniká tak, že se postupně klade osnovní nit v jednom směru na jehlu vedlejšího sloupku pleteniny a po určitém počtu řádků se změní směr kladení. Podle počtu řádků v jednom směru kladení se vazba označuje jako např. třířádkový, pětiřádkový atlas atd. Změna směru kladení způsobuje rozdílný odraz světla, který se jeví na pletenině jako lehké proužky.
Podle druhu oček se rozlišuje uzavřený nebo otevřený atlas.

## Hlavní varianty atlasové vazby

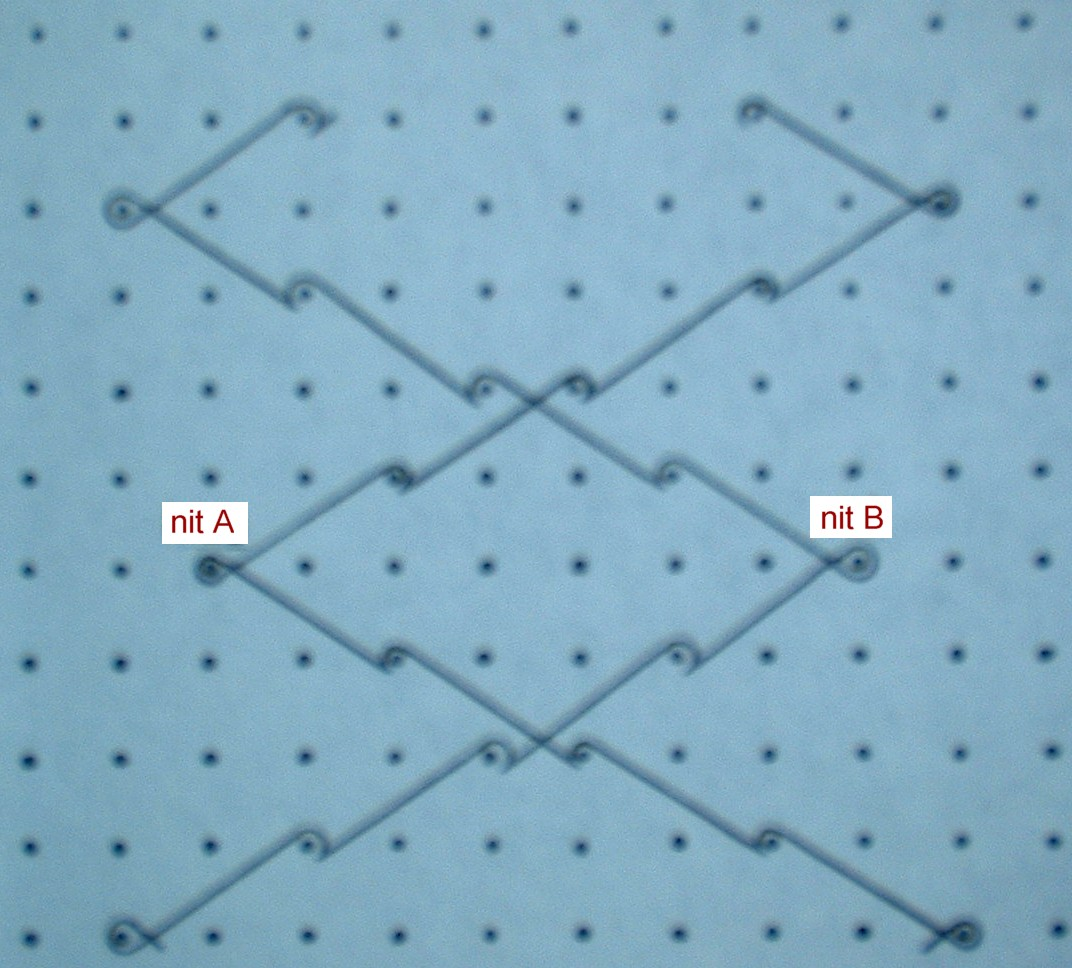
Schéma kladení dvojitého atlasu

- Podložený atlas – Nit obchází sousední sloupek a klade se až jehlu druhého vedlejšího sloupku. Nejmenší možná střída vazby jde přes tři řádky pleteniny.
- Dvojitý atlas (milanés) – Nákres vpravo znázorňuje kladení dvojitého čtyřřádkového otevřeného podkládaného atlasu. Očka z nití A a B (často z rozdílných barev) se kladou příčně ve vzájemném protisměru a obě části vazby se po určitém počtu řádků protínají. Na milanés se ve 20. století stavěly speciální stroje (Milanese-Maschine), jejich produktivita však byla neuspokojivá, v 21. století není žádné zařízení tohoto druhu na trhu.[2]

K vytváření dvojité vazby musí být pletací stroj vybaven dvěma kladecími přístroji. Pleteniny tohoto druhu se často potiskují a používají na dámské svrchní ošacení.
- Filetový atlas – Filet vzniká tak, že se nespojí sousední sloupky vazby a v pletenině se tak tvoří otvory, jejichž velikost závisí na počtu řádků, ve kterých se neprovedlo spojení.
- Kombinace s jinými vazbami – např. s trikotem[3][1]